# Kali Puja
Kali Puja, aussi nommé Shyama Puja ou Mahanisha Puja, est une fête originaire du sous-continent indien, dédiée à la déesse hindoue Kali. Elle se célèbre le jour de la nouvelle lune (Dipannita Amavasya) du mois hindou Kartik. Elle a surtout lieu au Bengale, à Mithila, Odisha, Assam et dans la ville de Titwala au Maharashtra. Kali Puja est très fêtée à Tamluk, Barasat, Naihati et Barrackpore. Elle coïncide avec le jour Lakshmi Puja de Diwali : ainsi, alors que les Bengalis hindous, les Odias, les Assamais et les Maithils vénèrent la déesse Kali  ce jour-là, le reste de l'Inde et du Népal vénère la déesse Lakshmi à Diwali.

## Légende
Dans la mythologie hindoue, une légende raconte que deux démons (Rakshasa) Shumbh et Nishumbh créèrent le désordre dans le ciel. Ils se dirigèrent vers l'Himalaya dans le but de capturer Maa Durga. Une bataille eut lieu entre le roi Indira et les démons. L'issue fut la victoire de ces derniers.
Après avoir démoli des démons, elle devint féroce, perdit son calme et tua des êtres humains. Afin de sauver des innocents, le Seigneur Shiva s'interposa entre la déesse et eux.
Elle fit un pas sur la poitrine du seigneur Shiva, et, alors qu'elle sortait la langue, reprit le contrôle d'elle-même. À partir de cette journée mémorable, l'image de Kali est représentée avec un pied sur le dieu Shiva.

## Histoire

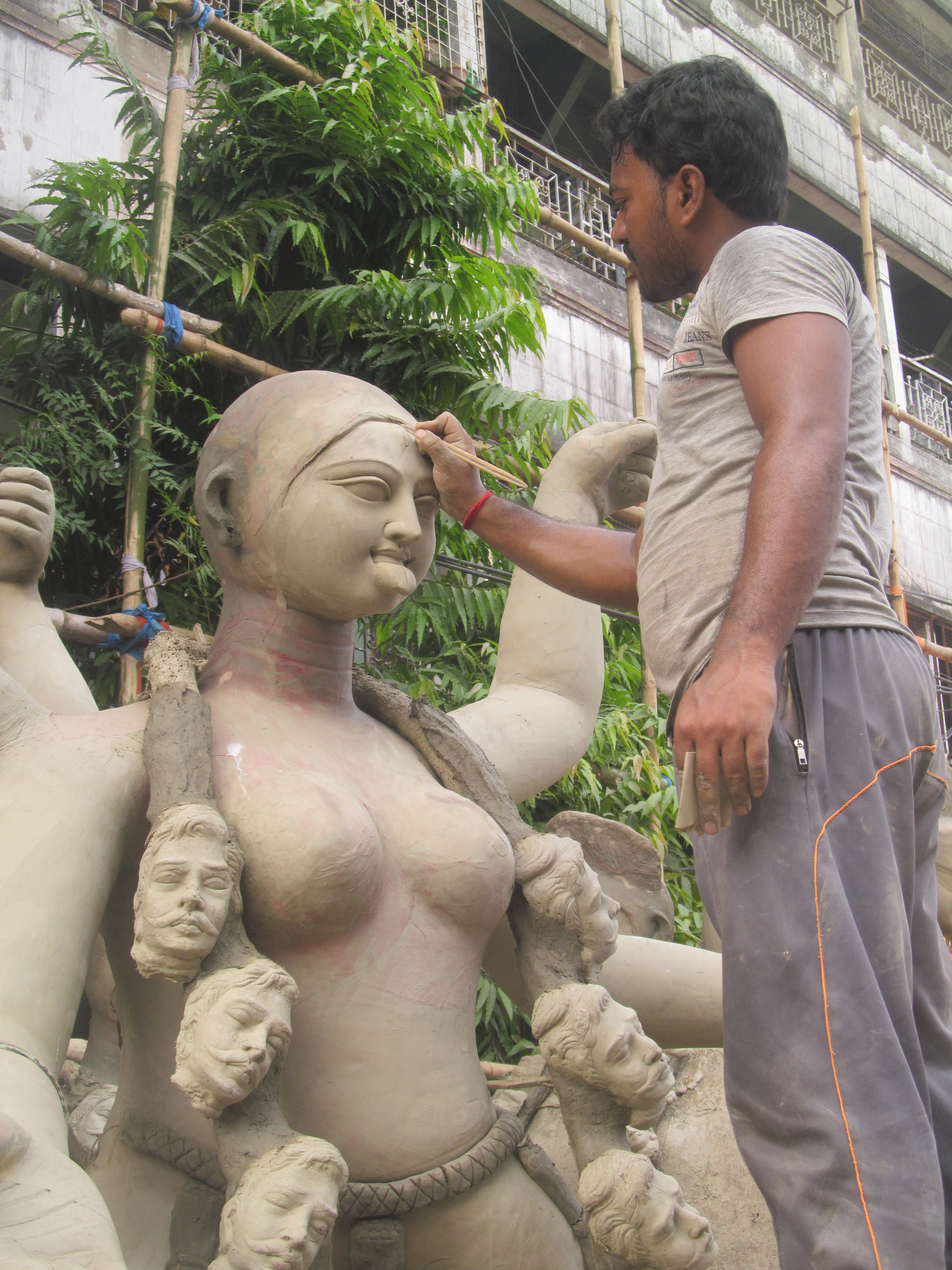
Artisan fabriquant une idole de la déesse Kali à Kumortuli, Kolkata.

La fête de Kali Puja se répand à partir du seizième siècle ; le sage Krisnananda Agambagish l'initie. Un texte de dévotion de la fin du dix-septième siècle, Kalika Mangal-Kāvya, mentionne une célébration annuelle dédiée à Kali . Au dix-huitième siècle, le roi (Raja) Krishnachandra de Krishnanagar, Nadia, au Bengale occidental, étend cette puja. Kali Puja gagne en popularité au XIXe siècle, lorsque le saint kali Shri Ramkrishna fut célébré des Bengalis. De riches propriétaires terriens patronnèrent cette fête. Avec Durga Puja, Kali Puja est le plus grand festival de Tamluk, Barasat, Naihati et Barrackpore.

## Vénération
Lors du kali puja (tout comme le Durga Puja), les fidèles honorent la déesse Kali dans leurs maisons sous la forme de sculptures en argile et de pandal  (sanctuaires temporaires ou pavillons ouverts). Elle est vénérée la nuit par des rites et des mantras tantriques. On lui prescrit des offrandes de fleurs d'hibiscus rouges, de confiseries, de riz et de lentilles. Il est prescrit qu'un adorateur doit méditer toute la nuit jusqu'à l'aube . Les foyers et les pandals peuvent aussi pratiquer des rites dans la tradition brahmanique (de style hindou traditionnel, non tantrique) par un habillage rituel de Kali sous sa forme Adya Shakti Kali. Aucun animal n'est alors sacrifié. On lui offre confiseries, riz, lentilles et fruits. Cependant, dans la tradition tantrique, les animaux subissent un sacrifice rituel le jour de Kali Puja et sont offerts à la déesse. Une célébration de Kali Puja à Kolkata, Bhubaneswar et à Guwahati est organisée dans un grand terrain de crémation où elle est censée habiter. Les régions de Barasat, Barrackpore, Naihati et Madhyamgram au North 24 Parganas est réputée pour ses pandals majestueux, ses éclairages et ses idoles. Durga Puja de Kolkata est souvent dit synonyme de Kali Puja de Barasat.
Les pandals abritent aussi des images de l'époux de Kali, Shiva, de deux dévots bengalis de Kali nommés Ramakrishna et Bamakhepa, ainsi que des scènes mythiques où interviennent Kali et ses diverses formes, y compris des images des Mahavidyas, parfois considérées comme les "dix Kalis". Les Mahavidyas sont un groupe de dix déesses tantriques dirigées par Kali . Ces pandals sont visités toute la nuit. Kali Puja est aussi une occasion de présenter des spectacles : prestidigitation, théâtre et feux d'artifice. Une coutume récente incorpora la consommation de vin .
Dans le temple Kalighat à Kolkata, le temple Kalikhetra à Bhubaneswar et le temple Kamakhya à Guwahati, Kali est vénéré sous le nom de Lakshmi ce jour-là afin de refléter une essence des Vaishnava Haldars sur le culte de Kali. C'est ce jour-là que la déesse Lakshmi est vénérée sous ses trois formes, Maha Lakshmi, Maha Kali et Maha Saraswati. Le temple est visité par des milliers de fidèles qui font des offrandes à la déesse ,. Un autre temple dédié à Kali est celui de Dakshineswar, où Sri Rāmakrishna accomplissait des rites .

## Célébrations connexes

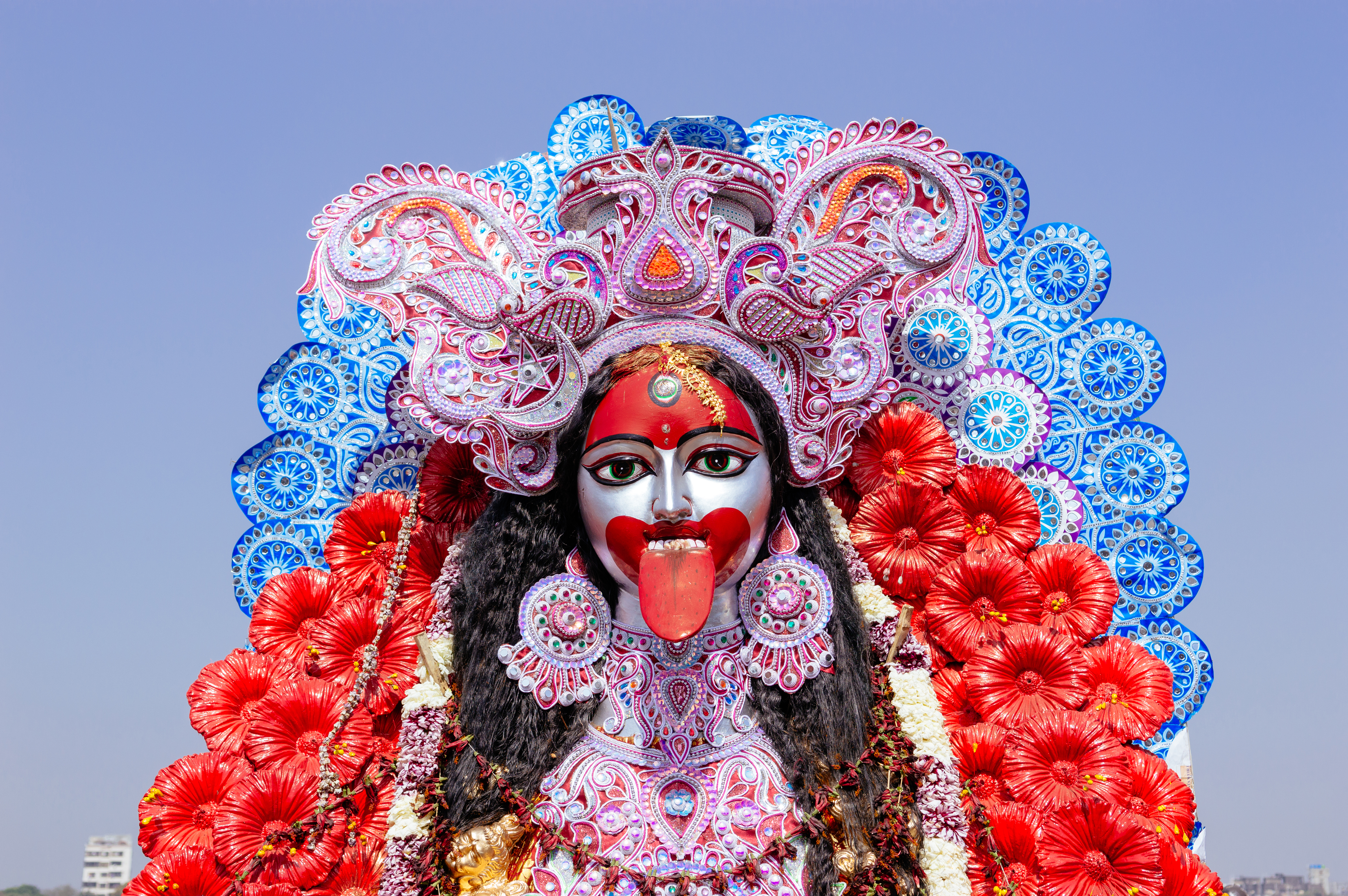
Idole de la déesse Kali gardée près du ghat de Nimtala pour Visarjan ou Immersion dans les eaux de la rivière Hooghly

Bien que la célébration annuelle de Kali Puja, ou Dipanwita Kali Puja, ait lieu pendant la nouvelle lune du mois de Kartika, Kali est aussi vénérée les autres jours de la nouvelle lune. Ratanti Kali Puja, Phalaharini Kali Puja et Kaushiki Kali Puja sont des célébrations connexes. Kaushiki kali puja est associée à la déesse Tara de Tarapith, alors que Ratanti puja est célébrée le Magha Krishna Chaturdashi et Phalaharini puja, le Jyeshta Amavashya du calendrier bengali. Le Phalaharini Kali Puja revêt une importance particulière dans la vie du saint Ramakrishna et de son épouse Sarada Devi, car ce jour-là en 1872, Ramakrishna vénérait Sarada Devi comme la déesse Shodashi. Dans beaucoup de foyers bengalis et assamais, Kali est vénérée quotidiennement .